# Lusong
Lusong (芦淞区,  Lúsōng Qū) ist ein chinesischer Stadtbezirk der bezirksfreien Stadt Zhuzhou in der Provinz Hunan. Der Stadtbezirk hat eine Fläche von 66,69 km² und zählt 292.200 Einwohner (Stand: Ende 2018).

## Administrative Gliederung
Auf Gemeindeebene setzt sich der Stadtbezirk aus sieben Straßenvierteln und einer Gemeinde zusammen. 